# Saloptia powelli
La Saloptia powelli è l'unica specie del genere Saloptia, della famiglia dei Serranidae.

## Distribuzione e habitat
Questo pesce è diffuso nel Pacifico orientale, prevalentemente nelle acque profonde della Polinesia Francese.